# جکی فیلدز
جکی فیلدز (انگلیسی: Jackie Fields; ۹ فوریهٔ ۱۹۰۸ – ۳ ژوئن ۱۹۸۷) بوکسور اهل ایالات متحده آمریکا بود.